# Невиправний брехун (фільм, 2019)
Невиправний брехун (фр. Menteur, англ. Compulsive Liar) — канадський комедійний фільм, який знятв Еміль Годро і який вийшов 2019 року.

## Сюжет
Луї-Жозе Уд виконав роль головного героя Симона — топ-менеджера, який з дитинства набув нав'язливу звичку брехати з приводу і без приводу, але заперечує це. Одного разу він прокидається в альтернативній реальності, в якій вся його минула брехня стала правдою. Результати брехні йому допомагає (а точніше, змушує) виправити брат Філ (Антуан Бертран), який у новій реальності виявляється головним «потерпілим».
Сюжет включає зустріч канадських героїв з делегацією авіакомпанії з Росії і діалоги російською мовою з використанням ідіоматичних оборотів і довгих цитат з Льва Толстого.

## Технічні дані
Прем'єра фільму відбулася 10 липня 2019 року в кінотеатрах. Станом на неділю 15 серпня виторг фільму в кінотеатрах перевищив 5 мільйонів доларів, завдяки чому фільм зайняв 13-е місце в рейтингу найбільш касового фільму Квебека за весь час.